# William Starke Rosecrans
William Starke Rosecrans (6 septembre 1819 – 11 mars 1898) est un inventeur, dirigeant de la coal-oil company, diplomate, politicien et officier de l'US Army. Il devient célèbre en tant que général de l'Armée de l'Union lors de la guerre de Sécession.
Il est diplômé de l'académie militaire de West Point en 1838. Il sert dans plusieurs affectations d'ingénieur et en tant qu'instructeur avant de quitter l'armée pour poursuivre une carrière d'ingénieur civil. Au début de la guerre de Sécession, menant des troupes de l'Ohio, il obtient une victoire précoce en Virginie occidentale.
Il est victorieux lors de nombreuses batailles sur le théâtre de l'ouest, où il a un début de carrière prometteur, en particulier, dans l'armée du Mississippi, quand il participe à la bataille d'Iuka et à celle de Corinth alors qu'il est sous le commandement du major général Ulysses S. Grant. Ses manières brusques et son franc-parler et sa volonté ouvertement de se quereller avec ses supérieurs aboutissent à une rivalité professionnelle avec Grant (et aussi avec le secrétaire à la Guerre Edwin M. Stanton) qui affecte défavorablement la carrière de Rosecrans.
Recevant le commandement de l'armée du Cumberland, il combat contre le général confédéré Braxton Bragg à la bataille de Stones River ; il l'emporte à nouveau sur Bragg lors de la brillante campagne de Tullahoma, repoussant les confédérés hors du Middle Tennessee. Ses mouvements stratégiques obligent alors Bragg à abandonner la ville cruciale de Chattanooga, mais la poursuite de Bragg par Rosecrans se termine par la bataille sanglante de Chickamauga, où son ordre malencontreux ouvre une brèche dans la ligne de l'Union, Rosecrans et un tiers de son armée étant poussés à la retraite. Assiégé dans Chattanooga, Rosecrans est relevé de son commandement par Grant.
À la suite de cette défaite humiliante, Rosecrans est réaffecté au commandement du département du Missouri, où il s'oppose au raid de Price. Il est brièvement considéré pour devenir vice-président d'Abraham Lincoln en 1864. Après la guerre, il sert dans des postes de diplomate et des affectations politiques et en 1880 est élu au congrès des États-Unis, représentant la Californie.

## Avant la guerre

### Éducation
William Starke Rosecrans naît dans une ferme près de Little Taylor Run dans la Kingston Township, comté de Delaware, deuxième des cinq fils de Crandall Rosecrans et Jemima Hopkins. Le troisième enfant, Chauncey, meurt en bas âge. Crandall est un vétéran de la guerre de 1812, au cours de laquelle il a servi en tant qu'adjudant du général William Henry Harrison, et ensuite a ouvert une taverne et un magasin en plus de la ferme familiale. Un des héros de Crandall, le général John Stark, est à l'origine du deuxième prénom de William. Rosecrans descend d'Harmon Henrik Rosenkrantz (1614-1674), qui est arrivé à New-Amsterdam en 1651, mais la famille change d'orthographe pendant la guerre d'Indépendance des États-Unis,. Sa mère est la veuve de Timothy Hopkins, un proche de Stephen Hopkins, le gouverneur colonial du Rhode Island et signataire de la déclaration d'Indépendance des États-Unis,.
William a une faible éducation formelle dans son jeune âge, comptant beaucoup sur la lecture des livres. À l'âge de 13 ans, il quitte la maison pour travailler comme employé d'un magasin à Utica, et plus tard à Mansfield. Incapable d'avoir les moyens d'entrer à l'université, Rosecrans décide d'essayer d'obtenir une nomination pour entrer à l'académie militaire de West Point. Il obtient un rendez-vous avec le représentant au Congrès Alexander Harper, qui a gardé sa nomination pour son propre fils, mais Harper et si impressionné par Rosecrans qu'il le nomme à la place.
Malgré son manque d'éducation formelle, Rosecrans excelle académiquement à West Point, particulièrement en mathématiques, mais aussi en français, dessin et grammaire anglaise. C'est à l'académie qu'il reçoit son surnom, « Rosy », et plus souvent « Old Rosy ». Il est diplômé de West Point en 1842, cinquième de sa promotion de 56 cadets, qui comprend les futurs généraux célèbres tels que James Longstreet, Abner Doubleday, Daniel Harvey Hill et Earl Van Dorn. Il est breveté second lieutenant dans le prestigieux corps du génie, reflétant ses bons résultats académiques. Lors de sa remise des diplômes, il rencontre Anna Elizabeth (ou Eliza) Hegeman (1823–1883) de New York et tombe immédiatement amoureux. Ils se marient le 24 août 1843. Leur mariage durera jusqu'à la mort de sa femme le 25 décembre 1883. Ils ont huit enfants,,.

### Carrière d'avant guerre
Après l'obtention de son diplôme de West Point, Rosecrans est affecté à fort Monro, Virginie, concevant des digues maritimes. Après une année, on lui demande de prendre une affectation de professeur à West Point, où il enseigne l'ingénierie et sert en tant que commissaire du poste et quartier-maître. Bien que West Point est un bastion fort du protestantisme épiscopal, pendant son affectation, il se convertit au catholicisme en 1845. Il écrit à sa famille à propos de sa décision, qui l'a élevé dans la foi méthodiste, ce qui incite le plus jeune de ses frères, Sylvester Horton Rosecrans, à se convertir lui aussi. Sylvester deviendra le premier évêque du diocèse catholique de Columbus,.
Bien que la plupart des officiers de sa promotion combattent lors de la guerre américano-mexicaine, le ministère de la Guerre retient Rosecrans à West Point. De 1847 à 1853, il sert dans des affectations d'ingénieur à Newport au Rhode Island, New Bedford au Massachusetts et (en affectation temporaire dans l'United States Navy) au chantier naval de Washington. Pendant cette période, Rosecrans pense à plusieurs métiers civils comme une alternative pour soutenir sa famille grandissante, maintenant forte de quatre enfants. Il postule pour un poste de professeur à l'Institut militaire de Virginie en 1851, place obtenue par un camarade de West Point Thomas Jonathan Jackson,.
Pendant qu'il sert à Newport (Rhode Island), il se porte volontaire en tant qu'ingénieur pour la construction de église catholique St. Mary's. L'église est bien connue pour être le lieu de mariage de John Fitzgerald Kennedy et Jacqueline Bouvier en 1953 et est l'une des plus grandes églises construites aux États-Unis à cette époque. Il y a un vitrail commémoratif en l'honneur de Rosecrans dans l'église.
La santé de Rosecrans se détériore et il démissionne de l'armée en 1854, allant vers une vie civile. Il prend part à une affaire minière en Virginie occidentale (aujourd'hui Virginie-Occidentale) et la dirige de manière extrêmement fructueuse. Il conçoit et installe l'un des premiers systèmes d'écluses en Virginie occidentale sur la rivière Coal ; aujourd’hui' reconnue comme le Coal River Locks, Dams, and Log Booms Archeological District. À Cincinnati, lui et deux partenaires construisent l'une des premières raffineries pétrolières à l'ouest des montagnes Allegheny. Il obtient des brevets pour plusieurs inventions, dont la première lampe à kérosène à brûler une mèche et une méthode plus efficace pour faire du savon. Pendant que Rosecrans est le président de la Preston Coal Oil Company, en 1859, il est brûlé sérieusement lorsqu'une lampe à huile « de sécurité » expérimentale explose, mettant le feu à la raffinerie. Il lui faut 18 mois pour recouvrer la santé, et les cicatrices faciales subsistantes lui donne l'apparence de sourire perpétuellement. Alors qu'il se remet de ses blessures, la guerre de Sécession commence,.

## Guerre de Sécession

### Théâtre oriental
Quelques jours après la reddition du fort Sumter, Rosecrans offre ses services au gouverneur de l'Ohio William Dennison, qui l'affecte comme aide-de-camp volontaire au major général George B. McClellan, qui commande toutes les forces des volontaires de l'Ohio au début de la guerre. Promu au grade de colonel, Rosecrans commande brièvement le régiment du 23rd Ohio Infantry, dont les membres comprennent Rutherford B. Hayes et William McKinley, tous les deux futurs président des États-Unis. Il est promu brigadier général de l'armée régulière, avec une date de prise de rang au 16 mai 1861,.
Ses plans et ses décisions se révèlent extrêmement efficaces lors de la campagne de Virginie-Occidentale. Ses victoires à Rich Mountain et Corrick's Ford en juillet 1861 sont parmi les premières victoires de la guerre de l'Union, mais son supérieur, le major général McClellan en reçoit tout le mérite. Rosecrans empêche alors, « plus par la manœuvre que par de petits combats » le brigadier général John Buchanan Floyd et son supérieur, le général Robert Lee, de reprendre la région qui deviendra l'État de Virginie-Occidentale. Lorsque McClellan est appelé à Washington après la défaite subie par les forces fédérales à la première bataille de Bull Run, le général en chef Winfield Scott suggère que McClellan donne le commandement en Virginie occidentale à Rosecrans. McClellan accepte, et Rosecrans prend le commandement de ce qui devient le département de Virginie-Occidentale,.
À la fin 1861, Rosecrans planifie une campagne hivernale pour capturer la ville stratégique de Winchester en Virginie, contournant le flanc confédéré à Manassas. Il part pour Washington pour obtenir l'approbation de McClellan. McClellan refuse, néanmoins, disant à Rosecrans que mettre 22 000 hommes de l'Union dans Winchester serait contré par les confédérés, qui déplaceraient un nombre égal d'hommes à proximité. Il transfère aussi 20 000 des 22 000 hommes de Rosecrans pour servir sous les ordres du brigadier général Frederick W. Lander, laissant Rosecrans avec des ressources insuffisantes pour faire n'importe quelle campagne. En mars 1862, le département de Rosecrans est transformé en département de la montagne, qui est donné au général politique John Charles Frémont, laissant Rosecrans sans commandement. Il sert brièvement à Washington, où ses opinions s'opposent à celles du nouvellement nommé secrétaire à la Guerre Edwin M. Stanton sur les tactiques et l'organisation du commandement de l'Union pour la campagne de la vallée de Shenandoah contre Thomas Jonathan Jackson. Stanton devient l'un des plus grands détracteurs de Rosecrans. L'une des attributions pour Rosecrans donnée par Stanton est d'agir comme guide pour la division du brigadier général Louis Blenker (département de Frémont) dans la vallée, et Rosecrans est intiment impliqué dans la confusion politique et de commandement durant la campagne contre Jackson dans la vallée,.

### Théâtre occidental
Rosecrans est transféré en mai 1862 sur le théâtre occidental et reçoit le commandement de deux divisions (l'aile droite) de l'armée du Mississippi du major général John Pope. Il prend une part active lors du siège de Corinth sous les ordres du major général Henry Wager Halleck. Il reçoit le commandement de l'armée entière le 26 juin 1862, et en juillet, on lui ajoute la responsabilité de commander le district de Corinth. Dans ces fonctions, il est le subordonné du major général Ulysses S. Grant, qui commande le district du Tennessee occidental et l'armée du Tennessee, pour laquelle il a reçu le commandement lors de la campagne d'Iuka-Corinth en septembre et octobre 1862,.

#### Iuka
Le major général confédéré Sterling Price a reçu l'ordre du général Braxton Bragg de déplacer son armée de Tupelo vers Nashville, de manière concomitante avec l'offensive au Kentucky de Bragg. L'armée de Prince s'installe à Iuka et attend l'arrivée de l'armée du major général Earl Van Dorn. Les deux généraux tentent de s'unir et d'attaquer les lignes de communications de Grant dans le Tennessee occidental, ce qui empêchera le renforcement de Buell si Grant réagit comme ils l'espèrent, ou pourrait leur permettre de suivre Bragg et de soutenir son invasion du nord si Grant agit plus passivement,.
Grant n'attend pas d'être attaqué, approuvant le plan proposé par Rosecrans de converger sur Price avec deux colonnes avant que Van Dorn ne puisse le renforcer. Grant envoie le brigadier général Edward Ord avec trois divisions de l'armée du Tennessee (environ 8 000 hommes) le long du chemin de fer de Memphis et Charleston pour arriver sur Iuka par le nord-ouest. L'armée de Rosecrans marchera de concert le long du chemin de fer de Mobile et de l'Ohio, contournant Iuka par le sud-ouest, refermant la voie de fuite de l'armée de Price. Grant se déplace avec le quartier général d'Ord et a un faible contrôle tactique sur Rosecrans pendant la bataille,.
Alors qu'Ord progresse vers Iuka pendant la nuit du 18 septembre 1862, Rosecrans est en retard, devant de plus marche sur des routes embourbées ; de plus, une de ses division se trompe de croisement et doit faire une contre marche vers la bonne route. Cette nuit, il prévient Grant qu'il est à 32 kilomètres (20 miles), mais prévoir de reprendre sa marche à 4 heures du matin et devrait atteindre Iuka vers le milieu de l'après-midi du 19 septembre. Considérant ce retard, Grant ordonne à Ord de se placer à 6,4 kilomètres (4 miles de la ville, mais d'attendre le son des combats entre Rosecrans et Price avant d'engager les confédérés. L'armée de Rosecrans, marche tôt le 19 septembre, mais au lieu d'utiliser les deux routes initialement prévues, elle n'en emprunte qu'une seule. Rosecrans est inquiet de fait que s'il utilise les deux routes, les deux moitiés de sa force divisée ne pourront pas se soutenir l'une l'autre si les confédérés attaquent.
Rosecrans est à 3 kilomètres de la ville le 19 septembre, repoussant les piquets confédérés, lorsque ses éléments de tête sont frappés soudainement par une division confédérée. Le combat, pour lequel Price dira plus tard qu'il n'a jamais « vu sans égal », se poursuit de 4 heures 30 jusque dans l'obscurité. Un vent frais du nord, soufflant de la position d'Ord en direction d'Iuka, génère une ombre acoustique qui empêche le son des canons de l'atteindre, et lui et Grant n'ont connaissance du combat qu'après qu'il fut terminé. Les troupes d'Ord restent stoïquement sur place pendant que les combats font rage à seulement quelques kilomètres de là.
Pendant la nuit, Rosecrans et Ord déploient leurs forces dans l'espoir de renouveler le combat au lever du jour, mais les forces confédérées se sont retirées. Price avait planifié ce mouvement depuis le 18 septembre 1862, et l'attaque de Rosecrans a seulement retardé son départ. Les confédérés utilisent la route que l'armée de l'Union n'a pas bloquée, faisant la jonction avec l'armée de Van Dorn cinq jours plus tard. La cavalerie de Rosecrans et un peu d'infanterie poursuivent Price sur 24 kilomètres (15 miles), mais en raison de la fatigue de ses troupes, sa colonne est distancée et il abandonne la poursuite. Grant a atteint partiellement son objectif - Price est incapable de faire la jonction avec Bragg au Kentucky, mais Rosecrans n'a pas été capable de détruire l'armée confédérée ou de l'empêcher de faire la jonction avec Van Dorn et de menacer la jonction ferroviaire cruciale de Corinth,.
La bataille d'Iuka marque le commencement d'une longue inimitié professionnelle entre Rosecrans et Grant. La presse du nord donne des récits très favorables à Rosecrans aux dépens de Grant. Des rumeurs circulent que la raison pour laquelle la colonne d'Ord n'a pas attaqué en coordination avec Rosecrans n'est pas que la bataille était inaudible, mais que Grant était saoul et incompétent. Le premier rapport de Grant de la bataille est hautement élogieuse pour Rosecrans, mais son second, écrit après que Rosecrans a écrit son propre rapport, prend une tournure nettement négative. Son dernier énoncé des faits se trouve dans son Personal Memoir où il écrit « j'ai été déçu par le résultat de la bataille d'Iuka - mais j'avais une si haute estime du général Rosecrans que je n'ai trouvé aucune faute à ce moment ».

#### Corinth
L'armée de Price se joint à celle de Van Dorn le 28 septembre. Van Dorn, en tant qu'officier le plus ancien, prend le commandement de la force regroupée. Grant est certain que Corinth est leur prochaine cible. Les confédérés espèrent capturer Corinth à partir d'une direction inattendue, isolant Rosecrans de renforts possibles, et alors se tourner vers le Middle Tennessee. Grant envoie un mot à Rosecrasn pour qu'il soit prêt contre une attaque, mais malgré cet avertissement, Rosecrans n'est pas convaincu que Corinth soit nécessairement la cible de la progression de Van Dorn. Il pense que le commandant confédéré ne sera pas aussi hardi pour attaquer la ville fortifiée et pourrait aussi bien choisir de fondre sur le chemin de fer de Mobile et de l'Ohio et faire sortir les fédéraux de leur position.
Le matin du 3 octobre 1862, trois divisions de Rosecrans avancent dans les vieux trous d'hommes confédérés au nord et au nord-ouest de la ville. Van Dorn commence son assaut à 10 heures sur un double enveloppement planifié, dans lequel il ouvrira le combat contre la gauche de Rosecrans, dans l'espoir que Rosecrans affaiblira sa droite pour renforcer sa gauche, sur laquelle Price lancera l'assaut principal contre la droite fédérale et entrera dans les ouvrages. Les confédérés forcent leur chemin dans un trou temporaire dans la ligne vers 13 h 30, et la ligne entière de l'Union recule à huit cents mètres des redoutes.
Ainsi, l'avantage est en faveur des confédérés. Rosecrans a été repoussé sur tous les points, et à la nuit, toute son armée, à l'exception des piquets, est à l'intérieur des redoutes. Les deux côtés sont exténués par le combat. Le temps a été chaud, avec un pic de température à 34 °C; et l'eau est rare, occasionnant des évanouissements en raison de leurs efforts. Le biographe de Rosecrans, William M. Lamers, rapporte que Rosecrans est confiant à l'issue de la première journée de la bataille, disant que « nous les avons amené là où nous le voulions », et quelques compagnons du général déclarent qu'il est d'une « humeur magnifique ». Peter Cozzens, néanmoins, suggère que Rosecrans est « fatigué et troublé, certain qu'il est sérieusement surpassé - à au moins trois contre un selon ses reconnaissances »,. L'historien de la guerre de Sécession Steven E. Woodworth décrit la conduite de Rosecrans sous un jour négatif :

« Rosecrans ... n'a pas bien fait. Il a échoué à anticiper l'action de l'ennemi, mis un peu moins que la moitié de ses troupes dans la bataille, et a appelé ses hommes à combattre sur un terrain qu'il ne pouvaient tenir. Il a envoyé une série d'ordres confus et irréalistes aux commandants de division et n'a rien fait pour coordonner leurs activités, pendant qu'il restait personnellement en sécurité dans Corinth. Les mouvements de l'armée ce jour-là n'ont rien à voir avec ceux pour exploiter l'ennemi ou faire un combat de retraite. Les troupes et leurs officiers ont simplement tenu de leur mieux. »

Le deuxième jour de la bataille, les confédérés avancent à 9 heures pour rencontrer un feu d'artillerie nourri de l'Union, emportant la batterie de Powell et celle de Robinett, où un combat au corps à corps désespéré survient. Une brève incursion dans la ville de Corinth est repoussée. Après qu'une contre-attaque reprend la batterie Powell, Van Dorn ordonne une retraite générale, À 16 heures, les renforts de Grant sous les ordres du brigadier général James B. McPherson arrivent de Jackson. Mais la bataille de Corinth est terminée dans les faits depuis 13 heures et les confédérés sont en pleine retraite,.
Une fois encore, la performance de Rosecrans pendant la seconde journée de la bataille est sujet à discussion parmi les historiens. Son biographe, Lamers, dépeint une image romantique :

« Un des hommes de Davies, David Henderson, regarde Rosecrans alors qu'il s'élance sur le front des lignes de l'Union. Les balles lui emportent son chapeau. Ses cheveux volent au vent. Alors qu'il chevauche, il crie : 
Soldats ! Gardez le pays. »

« Il était le seul général que je n'ai jamais connu. » Henderson a déclaré plus tard, « qui a été plus près de l'ennemi où nous étions quand on combattait sur le front ». Henderson (après la guerre, un membre de l'Ohio et président de la chambre des représentants) a écrit que Rosecrans était « l'inspiration centrale et victorieuse. ... Par son exemple splendide au plus fort des combats il a réussi à restaurer la ligne avant qu'elle ne soit complètement démoralisée ; et les hommes, courageux lorsque le courage mène, ont combattu de nouveau ».
Peter Cozzens, auteur d'une récente étude d'Iuka et de Corinth, parvient à une conclusion opposée :

« Rosecrans était au plus fort de la bataille, mais sa présence était difficilement inspirante. L'ohian avait perdu tout contrôle de son tempérament infâme, et il traitait de lâche chacun qui passait devant lui jusqu'à ce qu'il perde, lui aussi, espoir. ... L'histrionique de Rosecrans lui a presque coûté la vie. « Le second jour j'étais partout sur la ligne de bataille. » écrit-il avec un orgueil insincère. « Temple Clark de mon état-major a été abattu à la poitrine. Ma sangle de sabre a pris une balle, et mes gants ont été tachés par le sang d'un officier d'état-major blessé à mes côtés. Une rumeur s'est répandue que j'avais été tué, mais elle a été stoppée bientôt par mon apparition sur le terrain ». »

La performance de Rosecrans immédiatement après la bataille est terne. Grant lui donne des ordres spécifiques de poursuivre Van Dorn sans retard, mais il ne commence sa marche que le matin du 5 octobre, expliquant que ses troupes ont besoin de repos, et le pays touffu rend la progression difficile de jour et impossible de nuit. À 13 heures le 4 octobre, lorsque la poursuite aurait été le plus efficace, Rosecrans chevauche parmi sa ligne pour démentir qu'il a été tué. À la batterie de Robinett, il met pied à terre, se découvre, et dit à ses soldats, « Je reste en présent d'hommes courageux, et je retire mon chapeau pour vous ».

#### Armée du Cumberland

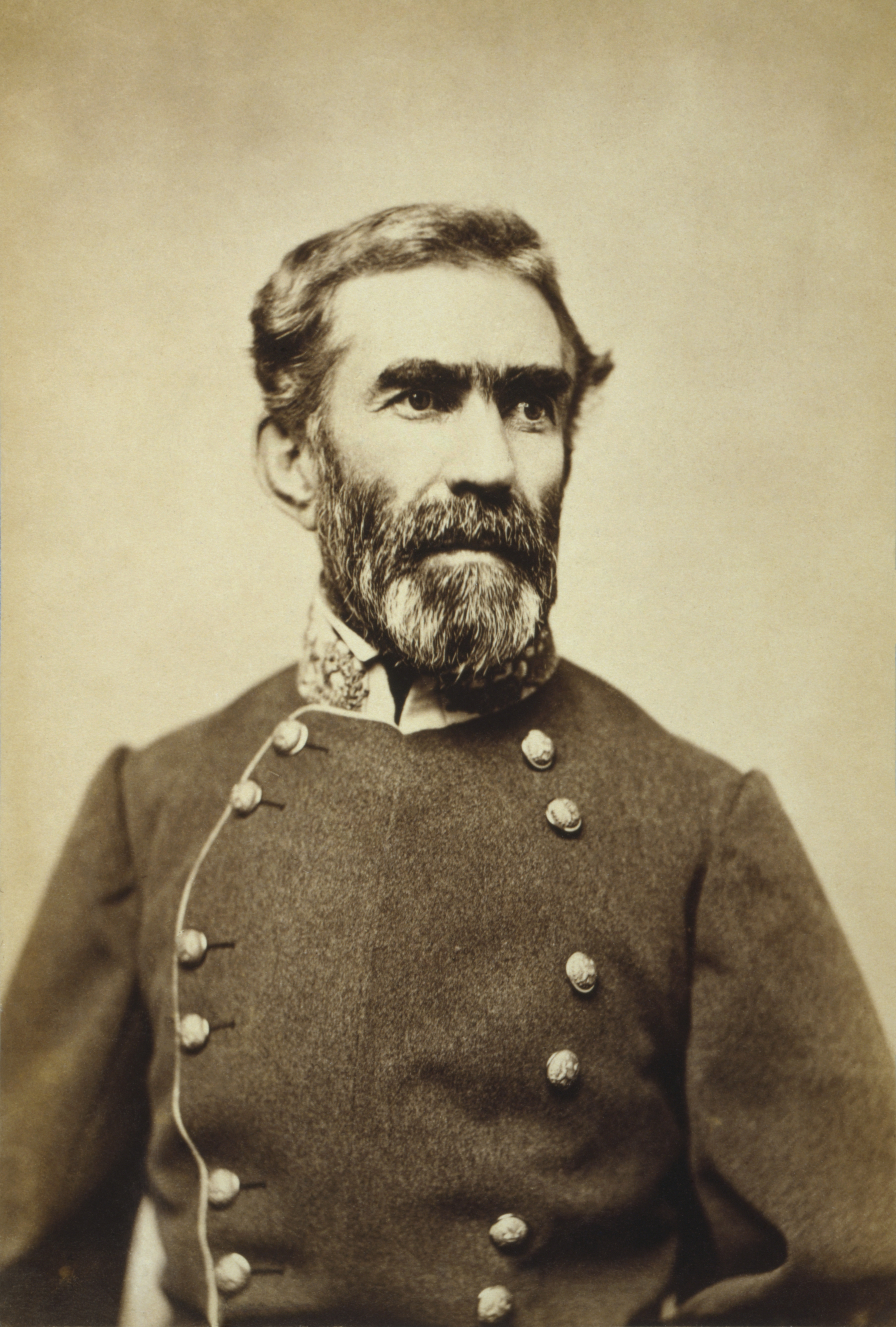
Général Braxton Bragg, principal opposant de Rosecrans.

Rosecrans est une nouvelle fois le héros de la presse du nord. Le 24 octobre, il reçoit le commandement du XIVe corps (qui, parce qu'il reçoit aussi le commandement du département du Cumberland, sera rapidement renommé en armée du Cumberland), remplaçant l'inefficace major général Don Carlos Buell, qui vient juste de combattre à la bataille indécise de Perryville, au Kentucky, mais qui est accusé de se déplacer trop précautionneusement. Rosecrans est promu major général (des volontaires, à comparer avec son grade de brigadier général de l'armée régulière). La promotion s'applique de manière rétroactive au 21 mars 1862, aussi il est plus ancien que son camarade le major général Thomas. Thomas avait reçu précédemment le commandement de Buell, mais avait décliné l'opportunité avec un sens personnel de loyauté. Grant n'est pas mécontent que Rosecrans quitte son commandement,.
Dans son rôle de commandant d'armée, Rosecrans devient l'un des généraux les plus populaires dans l'armée de l'Union. Il est connu de ses hommes comme « old Rosy », non seulement en raison de son nom (la source de ce surnom vient de West Point), mais aussi en raison de son grand nez rouge, qui est décrit comme « romain intense ». En tant que catholique dévot, il porte un crucifix sur la chaîne de sa montre et un rosaire dans sa poche, et il aime à garder son état-major la moitié de la nuit pour débattre de doctrine religieuse. Il peut passer rapidement d'une colère énergique à un amusement 
bienveillant ce qui le fait aimer de ses hommes.

#### Stones River

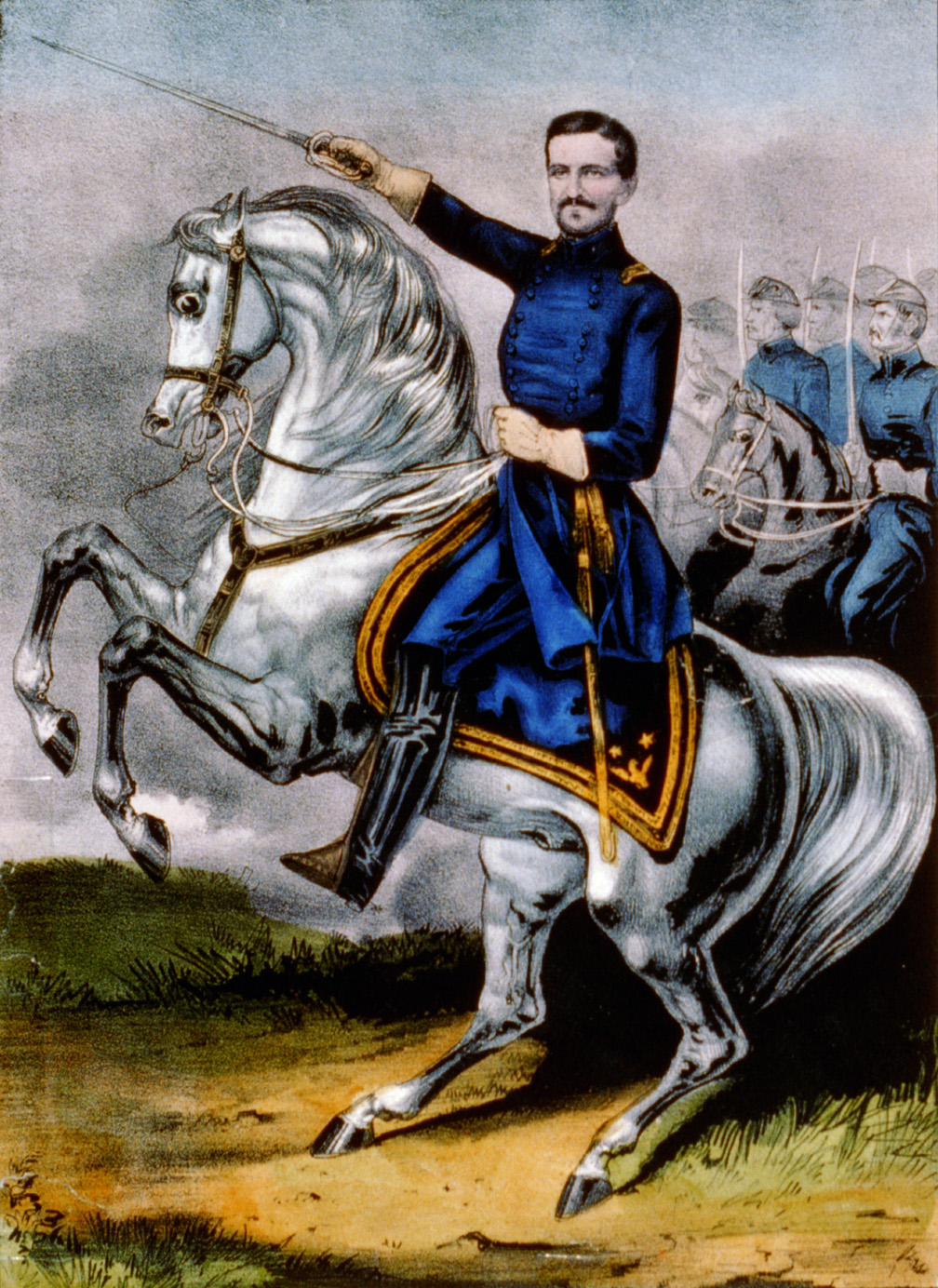
Une image romantique de Rosecrans à Murfreesboro, 2 janvier 1863.

Le prédécesseur de Rosecrans, Buell, a été relevé en raison de sa poursuite décousue du général confédéré Braxton Bragg à  la suite de la bataille de Perryville. Et aussi, Rosecrans démontre une prudence similaire, restant à Nashville pendant qu'il réapprovisionne son armée et améliore l'entraînement de ses forces de cavalerie. Au début de décembre 1862, le général en chef Henry Wager Halleck perd patience. Il écrit à Rosecrans, « Si vous restez une semaine de plus à Nashville, je ne pourrai pas empêcher votre révocation ». Rosecrans répond, « je n'ai pas besoin pas d'incitation pour faire mon devoir autre que la connaissance de ce qu'il est. Aux menaces de révocation ou d'autres choses, qu'il me soit permis de dire que j'y suis insensible »,.
À la fin décembre, Rosecrans commence sa marche contre l'armée du Tennessee, qui bivouaque en dehors de Murfreesboro, Tennessee. La bataille de la Stones River est la bataille la plus sanglante de la guerre en termes de pourcentage de pertes. Rosecrans et Bragg prévoient d'attaquer le flanc droit son adversaire, mais Bragg bouge en premier, tôt le matin du 31 décembre, repoussant l'armée de l'Union dans un petit périmètre défensif. Alors qu'il réalise la sévérité de l'attaque surprise, Rosecrans entre dans une hyperactivité nerveuse pour laquelle il est connu au combat. Il rallie personnellement ses hommes le long de la ligne, donne des ordres directs à toutes les brigades, régiments et compagnies qu'il rencontre. Sans se soucier de sa sécurité, il chevauche de long en large sur le front de sa ligne et quelquefois entre ses hommes et l'ennemi,. Alors que Rosecrans parcourt le champ de bataille dirigeant les unités, semblant être partout pour ses hommes, son uniforme est couvert de sang de son ami et chef d'état-major, le colonel Julius Garesché (en), décapité par un obus pendant qu'il chevauche à ses côtés.
Les armées font une pause le 1er janvier, mais le lendemain, Bragg renouvelle l'attaque, cette fois contre une position forte sur le flanc gauche de Rosecrans. La défense de l'Union est formidable, et l'attaque est repoussée avec de lourdes pertes. Bragg retire son armée vers Tullahoma, cédant de façon frappante le Middle Tennessee à l'Union.
La bataille est importante pour le moral de l'Union à la suite de sa défaite à la bataille de Fredericksburg quelques semaines plus tôt, et le président des États-Unis Abraham Lincoln écrit à Rosecrans. « Vous nous avez une victoire difficilement acquise, qui aurait bien pu être une défaite, la nation aurait à peine pu survivre »,.

#### Tullahoma
Le XVIe corps est rapidement renommé l'armée du Cumberland, qu'il garde sur place, occupant Murfreesboro, pendant près de six mois, passant le temps à se ravitailler et s'entraîner, parce qu'il répugne à avancer sur les routes boueuses hivernales. Il reçoit de nombreuses injonction du président Lincoln, du secrétaire à la Guerre Stanton et du général en chef Halleck pour reprendre la campagne contre Bragg, mais les rejettent pendant l'hiver et le printemps. Une préoccupation principale du gouvernement est que si Rosecrans continue de rester immobile, les confédérés pourront déplacer des unités de l'armée de Bragg dans une tentative de lever la pression que le major général Ulysses S. Grant met sur Vicksburg. Lincoln écrit à Rosecrans, « Je ne voudrais pas pousser à n'importe quelle imprudence, mais je suis très inquiet que vous fassiez de votre possible, sans imprudence, pour empêcher Bragg de se dégager pour aider Johnston contre Grant ». Rosecrans trouve le prétexte que s'il commence à partir contre Bragg, Bragg pourrait de même relocaliser son armée entière au Mississippi et menacer tout aussi bien la campagne de Vicksburg de Grant : de plus, en n'attaquant pas Bragg, il aide Grant. La frustration résultant des excuses de Rosecrans pousse Halleck à le menacer de le relever s'il ne bouge pas, mais à la fin, il proteste simplement « contre les dépenses auxquelles Rosecrans a placé le gouvernement pour des télégrammes ».
Le 2 juin 1863, Halleck télégraphie que si Rosecrans ne souhaite pas bouger, une partie de ses troupes seront envoyées au Mississippi pour renforcer Grant. Rosecrans envoie un questionnaire à ses commandants de corps et de division dans l'espoir d'un soutien documenté pour sa position - que Bragg n'a pas jusque-là détaché de forces suffisantes au Mississippi, qu'avancer l'armée du Cumberland n'empêcherait pas un tel transfert, et qu'une avance immédiate n'est pas une bonne idée. Quinze des dix-sept généraux supérieurs soutiennent la plupart des positions de Rosecrans et le conseil contre une avancée est unanime. La seule dissension vient du chef d'état-major nouvellement affecté, le brigadier général James A. Garfield, qui recommande une avance immédiate, mais l'historien Steven E. Woodworth pense qu'il pourrait avoir été « plus concerné par l'impact politique que sa position aurait fait à Washington »,. Le 16 juin, Halleck transmet un message direct : « est-ce votre intention de faire un mouvement immédiat en avant ? Une réponse claire, oui ou non, est demandée ». Rosecrans répond à cet ultimatum : « si immédiat signifie cette nuit ou demain, non. Si cela signifie aussi rapidement que toutes le choses soient prêtes, disons cinq jours, oui ». Sept jours plus tard, tôt le matin du 24 juin, Rosecrans rapporte que l'armée du Cumberland s'est mise en marche contre Bragg.
La campagne de Tullahoma (24 juin - 3 juillet) est caractérisée par des manœuvres parfaites et très peu de pertes, alors que Rosecrans force Bragg à retraiter vers Chattanooga. Tullahoma est considérée comme une campagne « brillante » par beaucoup d'historiens. Abraham Lincoln écrit : « Le contournement pas le flanc à Shelbyville, Tullahoma et Chattanooga est la pièce de stratégie la plus splendide que je connaisse ». Le commandant du corps de cavalerie de l'Union David Sloane Stanley écrit, « si un étudiant de l'art militaire désire faire une étude d'une campagne modèle, faites lui prendre ses cartes et les ordres du général Rosecrans pour les mouvements journaliers de sa campagne. Il n'y a pas de meilleur exemple de stratégie réussie mise en œuvre pendant la guerre que lors de la campagne de Tullahoma ».
Quand les troupes de Rosecrans entrent dans Shelbyville, elles peuvent secourir l'espion de l'Union Pauline Cushman. Cushman reconnait les mouvements du général Bragg lorsqu'elle est capturée. Le général John Hunt Morgan fait partie de son escorte auprès du général Bragg pour son interrogatoire. Un procès militaire la juge coupable ; il doit être pendue comme espionne. Son secours arrive juste trois jours avant la date prévue de son exécution. Rosecrans et Cushman lèveront près d'un million de dollar pour l'aide aux soldats lors du salon sanitaire de Cincinnati de 1863[citation nécessaire].
Rosecrans ne reçoit pas toute la gratitude du public que sa campagne aurait dû avoir dans d'autres circonstances. Le jour où elle se termine, le général Robert E. Lee lance sa désastreuse charge de Pickett et perd la bataille de Gettysburg. Le lendemain, Vicksburg se rend à Grant. Le secrétaire Stanton télégraphie à Rosecrans, « armée de Lee balayée ; Grant victorieux. Vous et votre noble armée avez une chance de donner le coup fatal à la rébellion. Allez-vous négliger la chance ? ». Rosecrans est furieux par cette attitude et répond, « viens juste de recevoir votre télégramme encourageant annonçant la chute de Vicksburg et confirmant la défaite de Lee. Vous ne semblez pas avoir observé le fait que cette noble armée a repoussé les rebelles hors du Middle Tennessee... Je demande au nom de cette armée que le ministère de la guerre n'oublie pas un si grand événement parce qu'il n'a pas été écrit en lettres de sang »,.

#### Chickamauga
Rosecrans ne poursuit pas immédiatement Bragg et ne « donne [pas] le coup fatal à la rébellion » comme Stanton lui a conseillé vivement. Il s'arrête pour se regrouper et étudier les choix logistiquement difficiles d'une poursuite dans les régions montagneuses à l'ouest et au sud de Chattanooga. Quand il est prêt à bouger, il manœuvre une fois de plus d'une façon à désavantager Bragg. Les confédérés abandonnent Chattanooga et retraitent dans les montagnes du nord-ouest de la Géorgie. Rosecrans abandonne sa prudence précédente sous l'hypothèse que Bragg continuera de retraiter et commence à poursuivre son armée par trois routes qui laisse ses commandants de corps dangereusement éloignés. À la bataille de Davis's Cross Roads le 11 septembre, Bragg est proche de prendre en embuscade et détruire un des corps isolé de Rosecrans. Réalisant enfin la menace, Rosecrans envoie des ordres urgents pour concentrer son armée et les deux adversaires se font face l'un à l'autre à travers le Chickamauga Creek à l'ouest.

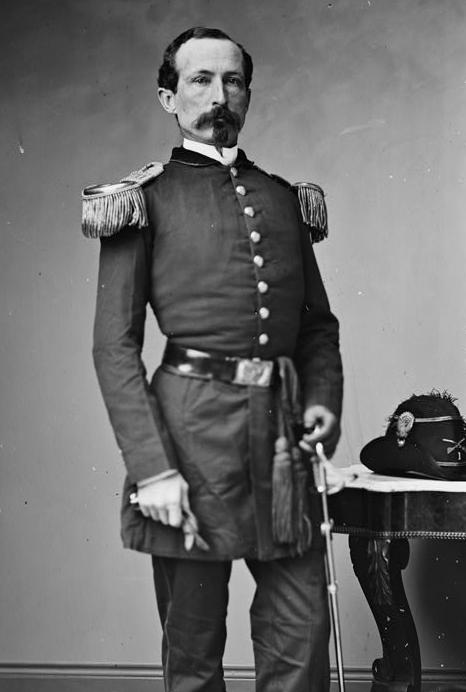
Brigadier général Thomas John Wood.

La bataille de Chickamauga commence le 19 septembre avec l'attaque de Bragg contre l'armée de l'Union pas complètement concentrée, mais il ne parvient pas à percer les positions défensives de Rosecrans. Le deuxième jour de la bataille, néanmoins, le désastre survient lorsque Rosecrans donne un ordre mal écrit en réponse à une situation mal comprise. L'ordre est donné au brigadier général Thomes J. Wood, « de se rapprocher et de soutenir la division du général Joseph J. Reynolds », prévoyant de combler un trou présumé dans la ligne. Cependant, le mouvement de Wood qui en résulte en ouvre réellement un, de la taille d'une division dans la ligne. Par coïncidence, un assaut massif par le lieutenant général James Longstreet a été prévu pour frapper à ce même endroit et les confédérés exploitent le trou à plein effet, faisant voler en éclats le flanc droit de Rosecrans.
La majorité des unités de la droite de l'Union reculent en désordre vers Chattanooga. Rosecrans, Garfield et deux commandants de corps, bien qu'essayant de rallier les unités en retraite, se joignent rapidement à eux dans la course vers la sécurité. Rosecrans décide d'aller rapidement afin d'organiser les hommes qui y retournent et les défenses de la ville. Il envoie Garfield au major général George H. Thomas avec ordre de prendre le commandement des forces restant à Chickmauga et de se retirer,.
L'armée de l'Union parvient à échapper à un désastre complet en raison de la défense forcenée organisée par Thomas à Horseshoe Ridge, l'héroïsme lui valant le surnom de « rock de Chickmauga ». L'armée se retire cette nuit dans les positions fortifiées de Chattanooga. Bragg n'a pas atteint son objectif de détruire l'armée du Cumberland, mais la bataille de Chickmauga est sans conteste la pire défaite de l'Union sur le théâtre occidental. Thomas incite vivement Rosecrans de rejoindre l'armée et de la diriger, mais Rosecrans, épuisé physiquement et psychologiquement un homme battu, reste dans Chattanooga. Le président Lincoln tente de remonter le moral de son général, télégraphiant « Soyez de bonne humeur. ... Nous avons toujours aussi confiance en vous et vos soldats et officiers. Dans l'ensemble, vous devez être juge de ce qui doit être fait. Si j'avais à faire une suggestion, je dirai de sauver votre armée en prenant de solides positions le temps que Burnside vous rejoigne ». En privé, Lincoln dit à John Hay que Rosecrans semble « être confus et ébahi comme un canard qui a reçu un coup sur la tête »,.
Bien que les hommes de Rosecrans soient protégés par de solides positions défensive, les lignes de ravitaillement dans Chattanooga sont ténues et sujettes aux raids de la cavalerie confédérée. L'armée de Bragg occupe les hauteurs entourant la ville et met le siège sur les forces de l'Union. Rosecrans, démoralisé par sa défaite, se révèle incapable de briser le siège sans renforts. Quelques heures après la défaite de Chickamauga, le secrétaire Stanton ordonne au major général Joseph Hooker de partir pour Cahattanooga avec 15 000 hommes de deux corps de l'armée du Potomac en Virginie. Le major général Ulysses S. Grant reçoit l'ordre d'envoyer 20 000 hommes sous les ordres de subordonné, le major général William Tecumseh Sherman à partir de Vicksburg. Le 29 septembre, Stanton ordonne à Grant de partir lui-même pour Chattanooga, en tant que commandant de la nouvellement créée division militaire du Mississippi. Grant a le choix de remplacé Rosecrans démoralisé par Thomas. Bien que Grant n'ait pas de bonnes relations personnelles avec les deux généraux, il choisit Thomas pour commander l'armée du Cumberland. Grant voyage par delà le routes de ligne de ravitaillement des montagnes peu sures et arrive à Chattanooga le 23 octobre. Pendant son voyage, il rencontre Rosecrans à Stevenson, Alabama, et reçoit un briefing sur l'état des forces de Chattanooga, mais ne donne aucun indice à Rosecrans sur ce qui a fait la décision de le relever. Grant exécute le plan initialement conçu par Rosecrans et le brigadier général William Farrar Smith pour percer la « Cracker Line » et ravitailler l'armée et, dans une série de batailles (23-25 novembre 183 met en déroute l'armée de Bragg et l'envoie retraiter en Géorgie,,.

#### Missouri et démission
Rosecrans est envoyé à Cincinnati pour attendre d'autres ordres, mais finalement ne jouera plus aucun rôle d'importance dans les combats. Il reçoit le commandement du département du Missouri de janvier à décembre 1864, où il est actif en s'opposant au raid dans le Missouri de Sterling Price. Pendant la convention républicaine nationale de 1864, son ancien chef d'état-major, James A. Garfield à la tête de la délégation de l'Ohio télégraphie à Rosecrans pour lui demander de considérer une candidature à la vice-présidence d'Abraham Lincoln. Les républicains cette année-là recherchent un War Democrat pour postuler avec Lincoln sous l'appellation temporaire de « National Union Party ». Rosecrans répond positivement de manière chiffrée, mais Garfield ne reçoit jamais le télégramme de réponse. Les amis de Rosecrans spéculent qu'Edwin M. Stanton, le secrétaire à la guerre, l'a intercepté et détruit.
Rosecrans quitte le service actif des volontaires le 15 janvier 1866. Le 30 juin 1866, le président Andrew Johnson nomme Rosecrans pour l'attribution d'un brevet de major général de l'armée régulière, avec une date de prise de rang au 13 mars 1865, en remerciement de ses actions à Stones River, et le sénat américain confirme la nomination le 25 juillet 1866. Rosecrans démissionne de l'armée régulière le 28 mars 1867. Le 27 février 1889, par loi du Congrès, il est renommé brigadier général de l'armée régulière et placé sur la liste des retraites le 1er mars 1889.
Après la guerre, Rosecrans devient un compagnon de la commanderie du district de Columbia de l'ordre militaire de la légion loyale des États-Unis - une association militaire d'officiers qui ont servi dans les forces armées de l'Union et leurs descendants.

## Après la guerre

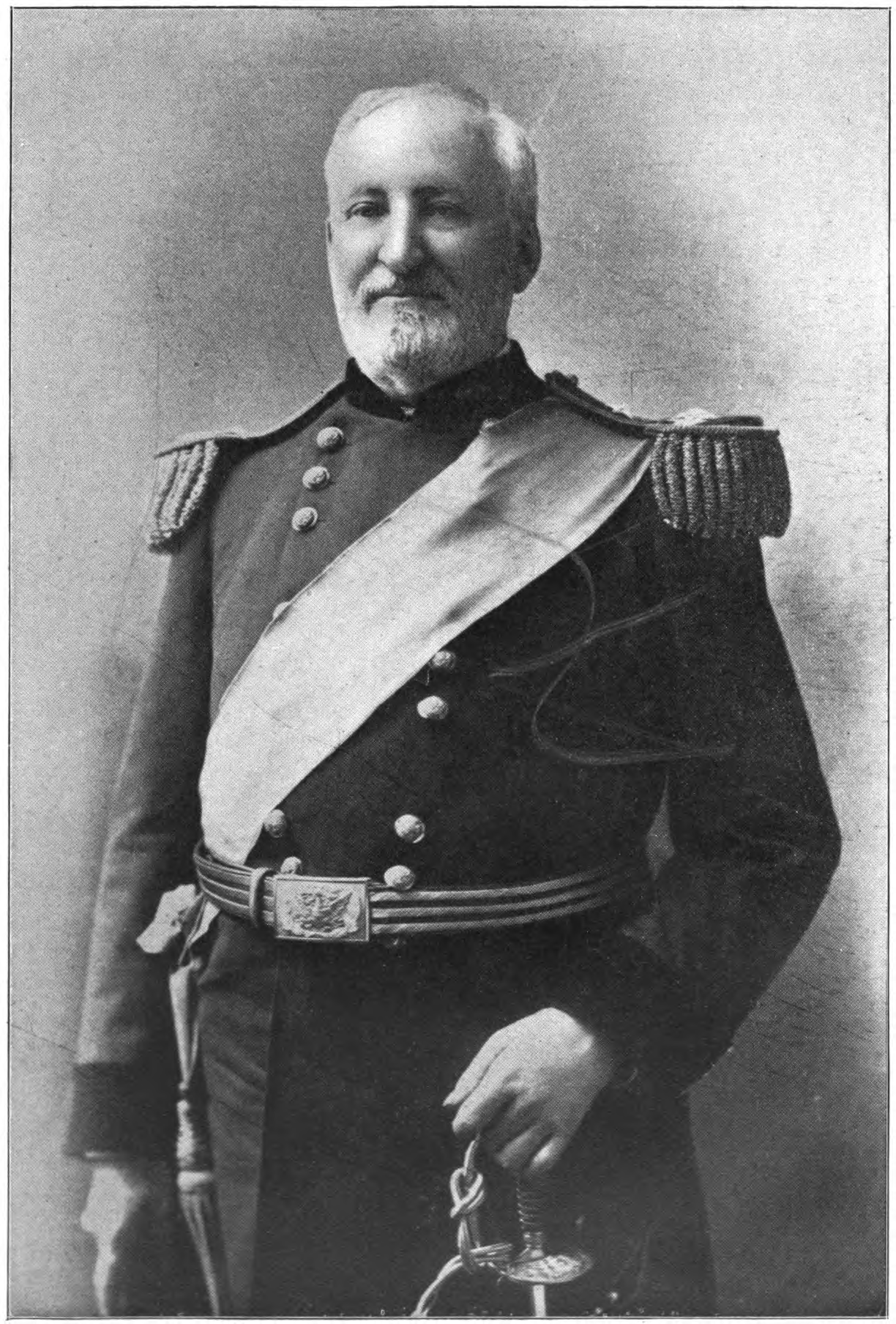
Rosecrans à la fin de sa vie.

Après la guerre, Rosecrans s'intéresse au chemin de fer et est l'un des onze fondateurs de la Southern Pacific Railroad, mais ses valeurs dans le stock de chemin de fer sont perdues par certains financiers sans scrupules qui étaient ses partenaires en affaires. De  1868 à 1869, Rosecrans sert en tant qu'ambassadeur des États-Unis au Mexique, mais est remplacé après cinq mois lorsque son  vieil ennemi juré, Ulysses Grant, devient président. Pendant son bref service, il devient convaincu que le Mexique bénéficiera d'un chemin de fer à voie étroite et d'un ligne télégraphique entre Tampico et la côte, mais cette aventure est un échec.
Rosecrans s'intéresse alors à l'administration civil et écrit un livre, « Popular Government », avec un ancien journaliste, Josiah Rilet, qui prône des réformes d'inscription et de vote. Il est approché par plusieurs partis pour présenter sa candidature à de hauts postes : gouverneur de l'Ohio (Union party, 1866) ; gouverneur de Californie (parti démocrate, 1868) ; gouverneur de l'Ohio (parti démocrate, 1869); Chambre des représentants des États-Unis pour le Nevada (parti démocrate, 1876). Il refuse toutes ces propositions parce qu'elles sont en conflit avec des projets d'affaires potentiellement prometteuses, aboutissant à ce qu'il soit surnommé « The Great Decliner ».
En 1869, Rosecrans achète 65 km2 (16 000 acres) de Rancho San Pedro dans le bassin de Los Angeles pour 2,50 $ par acre (620 $/km2), un prix relativement bas parce que la terre sont sans valeur en raison du manque d'une source d'eau. Le ranch, appelé « Rosecrans Rancho », est bordé par ce qui sera plus tard la Florence Avenue au nord, Redondo Beach Boulevard au sud, Central Avenue à l'est, et Arlington Avenue à l'ouest. Au moment de la mort de Rosecrans, son fils Carl vit sur le domaine, mais la plupart du terrain a été vendu parcelle par parcelle pour soutenir les besoins financiers de aventures minières dans lesquelles Rosecrans a investi.
En 1880, Rosecrans est élu représentant des États-Unis, en tant que démocrate du premier district du Congrès pour la Californie. La même année, James Garfield est élu président des États-Unis en tant que républicain. Rosecrans est ébranlé de voir la littérature de campagne de Garfield faire des siennes son rôle dans la guerre aux dépens de Rosecrans. Leur ancienne amitié est irrémédiablement brisée. Après l'assassinat de Garfield, Charles A. Dana capitalise sur la tragédie en publiant les lettres écrites par Garfield après Chickmauga au Secrétaire du Trésor du moment, Salmon P. Chase ; les lettres auraient pu être la raison principale pour la perte de soutien politique de Rosecrans à cette époque.
Rosecrans est réélu en 1882 et devient président du comité des affaires militaires intérieures, un poste dans lequel il s'oppose publiquement à un projet de loi qui aurait donné une pension à l'ancien président Grant et à sa femme. Ignorant des conditions précaires de la famille Grant, Rosecrans objecte que plusieurs décisions officielles de Grant « étaient fausse, et qu'il savait être fausses au moment où ils les a prises, et que j'ai montrées être fausses dans mes rapports officiels. Je ne peux pas dire au peuple de ce pays qu'une affaire qui a conduit à déposséder le peuple de millions,et qui, s'il elle avait été faite à une plus petite échelle aurait envoyée ses responsables en prison, puisse être considérée aussi importante quand le principal responsable a permis d'utiliser un grand nom comme l'instrument du vol ». Le projet de loi ne tient pas compte de ses objections. Quand un projet de loi est introduit en 1889 pour restaurer le grade de Rosecrans et le placer sur la liste des retraités, quelques représentants s'y opposent, sur la base des actions de Rosecrans à l'encontre de Grant en 1885, mais le projet de loi est adopté.
Rosecrans ne vise pas la réélection en 1884. Il sert en tant que recteur de l'université de Californie en 1884 et 1885.
Bien que Rosecrans soit mentionné à quelques occasions comme un candidat présidentiel possible, le premier président démocrate élu après la guerre est Grover Cleveland en 1884. Des histoires dans les journaux circulent que Rosecrans est sérieusement considéré pour être nommé secrétaire à la Guerre, il est nommé à la place en tant de conservateur du Trésor, servant de 1885 jusqu'à 1893.
Rosecrans parle lors de l'inauguration du parc militaire national de Chickmauga et Chattanooga  le 19 septembre 1889, au cours de laquelle il fait un éloge qui est considéré comme le meilleur en capturant l'attention des vétérans présents des deux camps.

## Mort
En février 1898?, Rosecrans souffre d'un rhume qui se transforme en pneumonie, mais semble recouvrer la santé. Il apprend alors que l'un de ses petits-fils préféré (Rosecrans Tolle, le fils de Lily et Joseph Kemp Toole, le premier gouverneur du Montana) est mort de diphtérie. Il est pris d'un grand chagrin et sa santé se détériore subitement. Il meurt le 11 mars 1898 à Rancho Sausal Redondo, Redondo Beach. Son cercueil est exposé dans le Los Angeles Hall, recouvert par le drapeau du quartier général qui a flotté à Stones River et Chickamauga. En 1908, ses restes sont ré-inhumées dans le cimetière national d'Arlington,.

## Mémoire
Le cimetière national de Fort Rosecrans, à San Diego, est baptisé en son honneur. Les rues principales nommées d'après William Rosecrans comprennent la Rosecrans Avenue, une rue principale d'est en ouest dans la partie sud du comté de Los Angeles, et la Rosecrans Street à San Diego, qui court près du cimetière sus-mentionné. Une école (General Rosecrans Elementary, sur les avenues Rosecrans et Acacia) porte son nom dans la ville de Compton, une banlieue de Los Angeles. Un simple mémorial est construit sur le lieu de sa naissance et sa maison d'enfance. Juste au nord de Sunbury, un grand bloc rocheux entouré d'une clôture en fer forgé porte une plaque commémorative en son honneur et est placée derrière une route rurale. Une magnifique statue équestre, reposant sur un bloc de granit noir de 25 tonnes, a maintenant une place de choix le square de la ville de Sunbury. Les quartiers généraux du général William Rosecrans de la période précédant la campagne de Chickmauga sont inscrits sur le registre national des lieux historiques en 1978.